# 烏拉單色麥蛾
烏拉單色麥蛾（學名：Monochroa uralensis）是旋蛾科Anomologinae亞科單色麥蛾屬的一種蛾，分布於俄羅斯烏拉山脈南部，其種小名uralensis即得名自分布地區。本種於2010年由芬蘭昆蟲學家雅里·雲尼拉伊嫩（Jari Junnilainen）描述發表，其模式標本於1996年夏季採自俄羅斯車里雅賓斯克州的阿爾卡伊姆保護區（Arkaim reserve）海拔350公尺處，約為乾濕草原的交界處，藏於芬蘭自然史博物館。

## 形態
本種的展翅長為1.9公分，頭部呈淺棕色；觸角為深棕色並覆有纖毛；腳為褐色並覆有深棕色的鱗片；唇鬚（labial palp）大致為淺棕色，但其中第二節為深棕色，且幾乎與頭部一樣寬，第三節寬度即縮窄；前翅為棕色，肋脈顏色較深，後緣則為近黃色的淺棕色；後翅則為淺棕色。

## 分類
單色麥蛾屬的蛾類多分布於歐洲，1996年統計共有26種物種，Monochroa uralensis的發現是此後首次有本屬的新種發表。
在單色麥蛾屬中，本種與Monochroa palustrellus和Monochroa saltenella較為接近，但仍可藉由外表差異區分，本種前翅只有一種顏色，M. palustrellus與M. saltenella的前翅則有黑色或深棕色的斑點與紋路，觸角和唇鬚也是鑑別特徵，另外雄性交尾器的解剖構造也有所差異。M. palustrellus也分布於烏拉山脈南部，M. saltenella則分布於北歐與極地烏拉爾山脈（Polar Ural）一帶，1995年曾有科學家報導在窩瓦河流域下游採集到M. saltenella的標本，可能實為M. uralensis。